# Tamarine Tanasugarnová
Tamarine Tanasugarnová (* 24. květen 1977, v Los Angeles, Kalifornie, USA) je bývalá thajská profesionální tenistka. Ve své dosavadní kariéře vyhrála 3 turnaje WTA ve dvouhře a 7 turnajů ve čtyřhře.

## Finálové účasti na turnajích WTA (23)

### Dvouhra - výhry (3)
| Legenda                     |
| Kategorie Tier III (1)      |
| Kategorie Tier IV (1)       |
| Kategorie International (1) |

| Č. | Datum           | Turnaj                       | Povrch | Soupeřka ve finále  | Výsledek |
| 1. | 9. únor 2003    | Hajdarábád, Indie            | tvrdý  | Iroda Tuliaganovová | 6-4, 6-4 |
| 2. | 21. červen 2008 | 's-Hertogenbosch, Nizozemsko | tráva  | Dinara Safinová     | 7-5, 6-3 |
| 3. | 20. červen 2008 | 's-Hertogenbosch, Nizozemsko | tráva  | Yanina Wickmayerová | 6-3, 7-5 |

### Dvouhra - prohry (7)
| Legenda                     |
| Kategorie Tier III (4)      |
| Kategorie Tier IV (1)       |
| Kategorie Tier V (1)        |
| Kategorie International (1) |

| Č. | Datum             | Turnaj                  | Povrch | Soupeřka ve finále   | Výsledek         |
| 1. | 24. listopad 1996 | Pattaya, Thajsko        | tvrdý  | Ruxandra Dragomirová | 7-6(4), 6-4      |
| 2. | 18. červen 2000   | Birmingham, V. Británie | tráva  | Lisa Raymondová      | 6-2, 6-7(7), 6-4 |
| 3. | 7. říjen 2001     | Tokio, Japonsko         | tvrdý  | Monika Selešová      | 6-3, 6-2         |
| 4. | 13. leden 2002    | Canberra, Austrálie     | tvrdý  | Anna Smašnovová      | 7-5, 7-6(2)      |
| 5. | 17. únor 2002     | Dauhá, Katar            | tvrdý  | Monika Selešová      | 7-6(6), 6-3      |
| 6. | 15. říjen 2006    | Bangkok, Thajsko        | tvrdý  | Vania Kingová        | 2-6, 6-4, 6-4    |
| 7. | 14. únor 2010     | Pattaya City, Thajsko   | tvrdý  | Věra Zvonarevová     | 6–4, 6–4         |

### Čtyřhra - výhry (7)
| Legenda                     |
| Kategorie Tier III (3)      |
| Kategorie Tier IV (2)       |
| Kategorie International (2) |

| Č. | Datum          | Turnaj                 | Povrch | Partnerka           | Soupeřky ve finále                        | Výsledek         |
| 1. | 11. leden 1998 | Auckland, Nový Zéland  | tvrdý  | Nana Mijagiová      | Janette Husárová Julie Halardová          | 7-6(1), 6-4      |
| 2. | 22. říjen 2000 | Šanghaj, Čína          | tvrdý  | Lilia Osterlohová   | Meg Shaughnessyová Rita Grandeová         | 7-5, 6-1         |
| 3. | 30. září 2001  | Bali, Indonésie        | tvrdý  | Evie Dominikovicová | Wynne Prakusyová Janet Leeová             | 6-7(4), 6-2, 6-3 |
| 4. | 5. říjen 2003  | Tokio, Japonsko        | tvrdý  | Maria Šarapovová    | Ashley Harkleroadová Ansley Cargillová    | 7-6(1), 6-0      |
| 5. | 26. říjen 2003 | Lucemburk, Lucembursko | tvrdý  | Maria Šarapovová    | Marlene Weingärtnerová Jelena Tatarkovová | 6-1, 6-4         |
| 6. | 15. únor 2009  | Pattaya City, Thajsko  | tvrdý  | Jaroslava Švedovová | Julia Bejgelzimerová Vitalija Ďačenková   | 6-3, 6-2         |
| 7. | 14. únor 2010  | Pattaya City, Thajsko  | tvrdý  | Marina Erakovićová  | Anna Čakvetadzeová Xenija Pervaková       | 7-5, 6-1         |

### Čtyřhra - prohry (6)
| Legenda                |
| Kategorie Tier I (1)   |
| Kategorie Tier II (2)  |
| Kategorie Tier III (2) |
| Kategorie Tier IV (1)  |

| Č. | Datum            | Turnaj             | Povrch | Partnerka           | Soupeřky ve finále                        | Výsledek      |
| 1. | 16. srpen 1998   | Los Angeles, USA   | tvrdý  | Jelena Tatarkovová  | Nataša Zverevová Martina Hingisová        | 6-4, 6-2      |
| 2. | 27. únor 2000    | Oklahoma City, USA | tvrdý  | Jelena Tatarkovová  | Kimberly Po-Messerliová Corina Morariuová | 6-4, 4-6, 6-2 |
| 3. | 14. říjen 2001   | Šanghaj, Čína      | tvrdý  | Evie Dominikovicová | Lenka Němečková Liezel Huberová           | 6-0, 7-5      |
| 4. | 21. září 2003    | Šanghaj, Čína      | tvrdý  | Ai Sugijamaová      | Nicole Prattová Emilie Loitová            | 6-3, 6-3      |
| 5. | 8. srpen 2004    | Montreal, Kanada   | tvrdý  | Liezel Huberová     | Ai Sugijamaová Šinobu Asagoeová           | 6-0, 6-3      |
| 6. | 2. listopad 2008 | Quebec, Kanada     | tvrdý  | Jill Craybasová     | A.-L. Grönefeldová Vania Kingová          | 6-0, 6-3      |

## Fed Cup
Tamarine Tanasugarnová se zúčastnila 45 zápasů týmového Fed Cupu za tým Thajska s bilancí 34-13 ve dvouhře a 7-9 ve čtyřhře.

## Postavení na žebříčku WTA na konci roku

### Dvouhra
| Rok    | 1992 | 1993   | 1994   | 1995   | 1996  | 1997  | 1998  | 1999  | 2000  | 2001  | 2002  | 2003  | 2004  | 2005   | 2006  | 2007   | 2008  | 2009   |
| Pořadí | 654. | ▲ 494. | ▲ 249. | ▲ 209. | ▲ 79. | ▲ 46. | ▲ 37. | ▼ 72. | ▲ 29. | ▬ 29. | ▲ 28. | ▼ 34. | ▼ 66. | ▼ 132. | ▲ 75. | ▼ 124. | ▲ 35. | ▼ 111. |

### Čtyřhra
| Rok    | 2001 | 2002   | 2003  | 2004  | 2005   | 2006   | 2007  | 2008  | 2009   |
| Pořadí | 107. | ▼ 124. | ▲ 61. | ▲ 20. | ▼ 127. | ▼ 134. | ▲ 82. | ▲ 47. | ▼ 108. |